# 앨빈과 늑대인간
《앨빈과 늑대인간》(영어: Alvin and the Chipmunks Meet the Wolfman)는 2000년 공개된 미국의 애니메이션 영화이다.